# سفارت تایلند در لندن
سفارت تایلند در لندن (به انگلیسی: Embassy of Thailand) یک سفارت در بریتانیا است که در منطقه سلطنتی کنزینگتون و چلسی واقع شده‌است.